# Carnival of Light
Carnival of Light è un brano di musica sperimentale, ideato da Paul McCartney e registrato dai Beatles nel 1967, durante le registrazioni di Sgt. Pepper's Lonely Hearts Club Band, che non fu mai pubblicato ufficialmente dalla band.

## Descrizione

### Origine e storia
Il pezzo è una delle composizioni musicali più misteriose dell'intero catalogo dei Beatles. Si tratta di uno strumentale dal carattere sperimentale e d'avanguardia della durata di 13 minuti e 48 secondi, inciso dal gruppo per un festival underground tenutosi il 28 gennaio e il 4 febbraio del 1967 al Roundhouse Theatre di Londra, il “Carnival of Light Rave”.
Il brano fu registrato dai Beatles al completo il 5 gennaio 1967 nello Studio 2 degli Abbey Road Studios, sbrigativamente mixato in mono e consegnato agli organizzatori del festival che lo trasmisero per la prima e ultima volta durante lo svolgimento della stessa manifestazione.

### Struttura
McCartney preparò un bizzarro insieme di nastri contenenti rumori elettronici durante una pausa delle registrazioni di Penny Lane, e lo sottopose all'attenzione della band.
La “canzone” è una combinazione di una base registrata al primo take con numerose sovraincisioni successive. La traccia Uno consiste unicamente di un'ipnotica base ritmica composta da batteria e organo, la traccia Due è ricca di effetti musicali e chitarra distorta, la traccia Tre include il suono di un organo da chiesa, un gargarismo e le urla di John e Paul, con il primo che singhiozza «Barcellona» a cui fa eco il secondo che urla ossessivamente «Va tutto bene?»
La traccia Quattro, composta da tamburello, effetti sonori ed eco, termina con Paul che chiede: «Possiamo risentirla adesso?»
Non esiste una vera e propria melodia, la band si produce in suoni del tutto casuali e il flebile ritmo è sostenuto dalla metrica cadenzata delle percussioni o talvolta da una nota ripetuta sul pianoforte.
Il brano è per certi versi anticipatore degli esperimenti sonori di John Lennon e Yōko Ono che confluiranno, un anno più tardi, in Revolution 9 sull'album The Beatles (White Album) del 1968.
Secondo Barry Miles, biografo di Frank Zappa e degli stessi Beatles e tra i pochissimi ad averla potuta ascoltare, la composizione risente dell'influenza di The Return of The Son of Monster Magnet, tra i brani più sperimentali del compositore di Baltimora, contenuta nell'album del 1966 Freak Out! (molto amato dai quattro e di profonda ispirazione durante l'incisione di Sgt. Pepper).

### La scomparsa del brano
La composizione non venne mai ufficialmente pubblicata dai Beatles, e nel corso degli anni ha raggiunto uno status a dir poco mitico tra i fan più accaniti del gruppo britannico.
Pochissimi sono quelli che possono dire di averla ascoltata, tra questi il biografo ufficiale dei Beatles, Mark Lewisohn, che ha avuto accesso agli archivi del gruppo.
Anche grazie alla sua descrizione, infatti, è stato possibile ricostruirne la struttura musicale.
Lo storico produttore dei Beatles George Martin, parlando recentemente del brano, ha affermato: «Era una di quelle cose assurde che ogni tanto facevano e che non venne, giustamente, ritenuta degna di essere pubblicata come un normale pezzo dei Beatles, almeno ai tempi». Il severo giudizio di Martin è confermato dai ricordi di Geoff Emerick, tecnico del suono dei Beatles. Secondo Emerick, il produttore così si espresse durante le registrazioni di Carnival of Light: «È semplicemente ridicolo! Dovremmo darci da fare su qualcosa di più costruttivo invece di perdere tempo con queste cose!»

### L'esclusione dall'Anthology
Paul McCartney era intenzionato a inserire il brano nel secondo volume dell’Anthology dei Beatles, la monumentale raccolta di versioni alternative e di inediti del gruppo pubblicata a metà anni novanta, ma la decisa opposizione di George Harrison, al quale il brano non era mai piaciuto, ha fatto naufragare il progetto.